# 上野あいみ
上野　あいみ（うえの あいみ、1987年11月27日-）は日本のお笑い芸人、プロ雀士。本名：上野 碧唯美（読みは同じ）
。千葉県柏市出身。

## 人物
趣味はパチンコ、ダンス、キックボクシング。
- 4年制大学卒（2010年3月）。姉が1人いる[1]。
- SPEEDのファンで、ファンクラブにも入っていたという。なおその後、ももいろクローバーZのファン（モノノフ）になっている[2]。
- 小学生の頃、好きな男子に自分で舐めたチョコレートを袋に詰めて渡した模様[要出典]。
- 更には体操服を着てリコーダーを舐める。ピアニカも舐める。等もはや理解し難い幼少期を過ごしていた模様[要出典]。
- ニコニコ生放送にて、頭から鳩を出すのではないかとリスナーに思わせるほど帽子を被る。
- 小学生時代はミニバス部、中学生時代は帰宅部(なおキックボクシングに通っていた)、高校時代は一ヶ月だけ弓道部に在籍。
- 日焼けサロンにて店員に財布を盗まれるという事件にも巻き込まれている。

## 経歴
2007年1月に、コンビ『フォルテシモ』を結成（当時の相方「ちっち」は、この直前までは現・めっちぇんの菰岡真実とのコンビ『ニコ☆』を組んで活動）、同年4月からは『大混走（だいこんらん）』『才色兼備』の各グループで活動していた「もみ」が加入しトリオとなり、同時にトリオ名を『フォルティシモ - ウェイバックマシン（2009年7月21日アーカイブ分）』とマイナーチェンジ。フォルティシモは2007年8月28日のライブで最後となり、その後ちっちが抜けて、コンビ『熊五郎』として再始動。熊五郎は2008年8月18日解散。なお、相方だったもみはその後、かつてフォルティシモでメンバー同士だったちっち（新田チアキ）と『テイクアウト』を結成。
その後すっとんきょとして2008年9月に結成。すっとんきょとしての初ライブは同年10月1日の『松竹若手ライブ 関東ゲラゲラジム』（東京・新宿 シアターミラクル）だった。当初フリーで活動していたが、2008年12月から松竹芸能に所属。
すっとんきょとして初の出場となったM-1グランプリ2008では、2回戦まで進出。
2010年1月から、めっちぇん、パルフェとの3組でのトークライブを、東京都中野区の「Y's PaPa」で行っていた。
2011年2月、ブログで解散を発表した。解散後も活動し、松竹芸能に所属、タレントとして活動。コンビ時代から『半袖LIVE』のMCを務めていたが、解散後もしばらく上野が一人で半袖LIVEのMCを務めていた。
- 演劇の舞台では、2002年に劇団無条件降伏委員会公演『鬼火』（4月11日 - 4月14日、東京都墨田区・アサヒスクエアA）に出演していた（[リンク切れ]）。
- 2010年7月に日本プロ麻雀協会プロテスト（第9期後期）に合格し、プロ雀士の資格を取得[5]。なおプロ雀士としての名前は、デビュー当時は「蓮姫碧唯美」（はずき あいみ）であったが現在は上野あいみとして活動している[6]。
- すっとんきょ解散後2011年2月から一時期、上野とウーウェイ（元中央線withyou）、中村涼子（元パルフェ）、菰岡真実（元めっちぇん）、湯川セイントセイヤ（元ミスアルプス）の元コンビ芸人のメンバーでトークライブ『ひとりでも出来るもん!』を『居酒屋西麻布ヒルズ』で行っていた[7]。
- 2017年5月12日、それまで公表していなかった入籍と、同時に妊娠を報告[8]。2017年11月、第1子を出産（胎児が危険な状態になっていたことから、緊急帝王切開にて出産した）[9]。
- 2019年、M-1グランプリに元あんぺあの安倍洋平とのコンビ「ポンチー論」で出場。2010年にすっとんきょとして出場して以来のM-1出場であった[10][11]。
- 高校時代に年齢を2歳サバ読みしグラビア活動をしていた。当時の芸名は「山野みどり」で、蒼井そらにあやかり事務所の社長が命名したとのこと。胸のサイズは当時Fカップあったようだが、現在はサイズダウンしている[12]。

## プロ雀士関連
- 2012年1月28日の日本プロ麻雀協会10周年記念パーティーに元めっちぇんの赤羽と「紅孔雀」という漫才コンビで出演した。[13]
- 2015年12月12日、More (アイドルグループ)のメンバーになる[14]。2017年3月に卒業する[15]。

## 獲得タイトル
- 夕刊フジ杯麻雀女王決定戦優勝(第9期)

## 出演

### テレビ
- ワッチミー!TV×TV（BSフジ）- 2009年3月16日「笑劇場」
- アカデミーナイト（TBSテレビ） - 2009年9月、『ゼブラーマン2』女優オーディション
- あらびき団（TBSテレビ） - 2009年11月25日初出演
- 『ぷっ』すま（テレビ朝日）- 2010年2月9日「ザ・ギリギリマスター! ギリギリ女芸人」
- おんなの買物大作戦（TBSテレビ）- 2010年5月5日（5月7日再放送）
- 熱血BO-SO TV（千葉テレビ放送）-  2010年5月8日
- 全種類。（TBSテレビ）- 2010年5月20日「女の子でも笑える下ネタ仕分け」
- 有言実行バラエティ!タイムチャレンジャー（関西テレビ）- 2010年5月22日
- 芸人報道（日本テレビ）- 2010年8月2日
- BSブランチ（BS-TBS）- 2010年10月30日から2011年10月29日まで、BSブランチガール9期生「あいみ」として出演。
- ☆まかりな☆の新春!女芸人大集合!（あっ!とおどろく放送局）- 2011年1月4日
- THEわれめDEポン（フジテレビONE）
- 南まりかのTOCHITAMA!（とちぎテレビ）
- 女流雀士 プロアマNo.1決定戦 てんパイクイーン（2016年 - 、テレ朝チャンネル2）シーズン2に出場（第4位）

### 映画
- 高校デビュー（2011年4月1日公開、アスミック・エース）

### ライブ
- 松竹若手ライブ 関東ゲラゲラジム
- 元気バツグン!ライブ
- 雷ライブ（浅草東洋館）
- TEPPEN
- ガールズガーデン（中野区 Studio twl）
- キャンディーボックス〜女芸人SP〜（Studio twl）
- 疾風迅雷ライブ
- ヴっかけ!!ライブ
- TEAM PEAK1若手ネタ見せ全員集合!
- 笑いのNishiki
- 半袖LIVE（メインMCも務める）
- 東京ザザザザーン
他

### CM
- SQUAREHOOD アルバム『Mr.SQUAREHOOD』「ガチ合コンできる券 追憶篇・必死篇・同情篇」
- メイプルストーリー「ギャル編」

### その他
- 誰も聴いてない会話（ポッドキャスト）
2009年6月6日、6月8日（以上、上野のみ中村涼子（パルフェ、元あんいーぶん）と2人で出演）
2009年6月10日（上野、中村とベビ子（かごしまね）と3人で出演）
2009年10月5日（上野&ゴーギャン職人・岩本浩幸）
2009年10月26日（上野&トリコロール・風花）
- チャリチャン@DMM競輪（ニコニコ生放送）-